# Michele Nicoletti

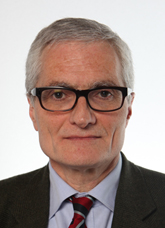
Michele Nicoletti

 Michele Nicoletti (* 19. November 1956 in Trient) ist ein italienischer Politiker und Wissenschaftler. Er ist Professor für politische Philosophie. In der italienischen Abgeordnetenkammer ist er seit den Wahlen vom 24./25. Februar 2013 als Mitglied der Partito Democratico. Er ist auch Mitglied und von Januar bis Juni 2018 Präsident der Parlamentarischen Versammlung des Europarates (siehe auch Liste der Präsidenten der Parlamentarischen Versammlung des Europarates).

## Privatleben, Ausbildung und Tätigkeit
Nicoletti studierte an der Universität Bologna Philosophie. Von 1991 bis 2001 war er Professor an der Universität Padua. Seit 2001 ist er ordentlicher Professor für Politische Philosophie an der Universität Trient. Von Januar bis Mai 2007 war er Fulbright Distinguished Lecturer an der University of Notre Dame (USA). Seit 2011 ist er Leiter des Studien- und Forschungszentrums Antonio Rosmini in Rovereto.
Er lebt und arbeitet in Trient und in Rom. Nicoletti ist verheiratet und hat drei Kinder.

## Politische und parlamentarische Karriere
Er ist seit 2012 Mitglied der Zwölferkommission, einem beratenden Gremium für die Umsetzung des Autonomiestatuts der Region Trentino-Südtirol in Italien, und war auch Provinzialsekretär der Demokratischen Partei des Trentino bis zum 16. März 2014. Bei den Wahlen vom 24./25. Februar 2013 wurde er in die italienische Abgeordnetenkammer gewählt.
Seit 2013 war er Mitglied der italienischen Delegation und am 6. August 2014 wurde Nicoletti zum Leiter der italienischen Delegation in der Parlamentarischen Versammlung des Europarates gewählt (Mitglied bis 2017). In dieser Funktion gehört er dem Unterausschuss für Konflikte zwischen den Mitgliedstaaten des Europarates, dem Unterausschuss für Außenbeziehungen und dem Unterausschuss für Ethik an. Am 22. Januar 2018 wurde er zum 31. Präsidenten der Parlamentarischen Versammlung des Europarats gewählt.